# Teksty i preteksty
Teksty i preteksty – książkowy zbiór artykułów i recenzji krytycznoliterackich Wojciecha Skalmowskiego (1933–2008), publikowanych pod pseudonimem "Maciej Broński" na łamach paryskiej "Kultury" w latach 1970–1980. Teksty różnorodne tematycznie, nieprzeznaczone pierwotnie do druku w książce, stanowią, według przedmowy autora, komentarz do dekady lat 70. XX w. w kulturze i literaturze. Publikacja została wydana z inicjatywy Jerzego Giedroycia przez Instytut Literacki w Paryżu, w serii: Biblioteka "Kultury" (tom 340). Podzielona jest na trzy części: "Polska", "Rosja", "Zachód".
Kolejny wybór tekstów Skalmowskiego z "Kultury" ukazał się już w Polsce, w 2004 r., nakładem Wydawnictwa Uniwersytetu Marii Skłodowskiej-Curie w Lublinie pt. Lektury dla "Kultury".

## Zawartość książki
- Przedmowa

### Polska
- Laur i ciemność
- Aktualność Irzykowskiego
- O twórczości Jarosława Iwaszkiewicza
- O twórczości Sławomira Mrożka
- Muza Teodora Parnickiego
- Leszek Kołakowski
  - Mit
  - Marksizm
  - Socjalizm
- Nić czarna
  - Piotr Guzy
  - Andrzej Przypkowski
  - Adam Zagajewski
  - Kazimierz Brandys
- Tomasz Staliński
  - Cienie w pieczarze
  - Romans zimowy
  - Śledztwo
  - Ludzie w akwarium
  - Widziane z góry po latach
- Socrealizm
- Totalitarny język komunizmu

### Rosja
- Rosyjska podróż de Custine'a
- O filozofii Bierdiajewa
- Vladimir Nabokov

### Zachód
- George Orwell jako krytyk literacki
- O tyranii
- Ideolo
- Nierealizm bez granic
- Be – be
- Dyskretny czar totalizmu
- Materiał do refleksji
- Cywilizacja i snobizm
- Przeciw przemocy